# Olympische Sommerspiele 1904/Schwimmen – 880 Yards Freistil (Männer)
Der Schwimmwettkampf über 880 Yards (804,67 m) Freistil der Männer bei den Olympischen Spielen 1904 in St. Louis wurde am 7. September 1904 ausgetragen. Es war die erste und bis heute einzige Austragung des Wettbewerbs. Austragungsort war der Life Saving Exhibition Lake.
Der Wettkampf gilt als internationalste Entscheidung im Schwimmen dieser Olympischen Spiele. Es waren sechs Schwimmer aus fünf Ländern am Start, Athleten aus drei Ländern gewannen eine Medaille. Zurückzulegen waren acht Längen zu 110 Yards, dabei setzte sich der Deutsche Emil Rausch mit zwölf Sekunden Vorsprung deutlich durch.

## Ergebnisse
| Rang | Athlet              | Nation             | Zeit        | Anm. |
| ---- | ------------------- | ------------------ | ----------- | ---- |
| 1    | Emil Rausch         | Deutsches Reich    | 13:11,4 min | OR   |
| 2    | Francis Gailey      | Australien         | 13:23,4 min |      |
| 3    | Géza Kiss           | Ungarn             | unbekannt   |      |
| 4    | Edgar Adams         | Vereinigte Staaten | unbekannt   |      |
| 5    | Henry Jamison Handy | Vereinigte Staaten | unbekannt   |      |
| 6    | Otto Wahle          | Österreich         | DNF         |      |